# Sceloenopla columbica
Sceloenopla columbica es una especie de insecto coleóptero de la familia Chrysomelidae. Fue descrita científicamente en 1910 por Weise.